# Calendarium Naturale Magicum Perpetuum
Calendarium Naturale Magicum Perpetuum, punim naslovom Magnum Grimorium sive Calendarium Naturale Magicum Perpetuum Profundissimam Rerum Secretissimarum Contemplationem Totiusque Philosophiae Cognitionem Complectens, jedinstveni kasnorenesansni grimorij i tiskani ezoterijski kalendar nastao oko 1620. godine. Autor grimorija bio je njemački plemić, alkemičar i ezoterijski autor Johann Baptist Grossschedel (1577.-oko 1630.).
Djelo je tiskano u Frankfurtu 1620. godine. Sastoji se od tri lista duljine oko 125 cm i širine 61 cm, a sadrži jedan od najranijih primjera Yahshuaha, odnosno Pentagrammatona. Ilustracije je oslikao njemački graver Johannes Theodorus de Bry (1528.-1598.), dok je kasnije izdanje oslikao Matthäus Merian Stariji (1593.–1650.).
Djelo je utjecalo na kasnije grimorije poput Manjeg ključa kralja Salomona.